# 朱生豪故居
朱生豪故居位于中国浙江省嘉兴市南湖区禾兴南路73号（原南大街东米棚下14号，现属梅湾街历史街区东片），为近代莎士比亚戏剧翻译家、诗人朱生豪在嘉兴的故居，朱生豪在此度过童年与少年时光，1943初新婚后携夫人宋清如从常熟返回老家居住，次年12月病逝于此。该建筑为具有浙北风格的传统民居，坐东朝西，现存两层的楼屋五间、南北偏屋各两间和东北侧的小偏房（灶披间）两间，东西有前后院。2006年8月至2007年2月由市城投集团出资落架大修，2007年11月对外开放。